# Bestial Mockery
Bestial Mockery war eine schwedische Black-Metal-Band, die 1995 gegründet wurde.

## Geschichte
Bestial Mockery wurde 1995 von Sänger Master Motorsag und von Schlagzeuger Warslaughter in Uddevalla gegründet. Gemeinsam mit Gitarrist Doomanfanger und Bassist Devilpig nahmen sie 1995 ihr erstes Demo Christcrushing Hammerchainsaw auf, dem noch die Demos Chainsaw Demons Return und War, The Final Solution folgten.
Das Debütalbum Christcrushing Hammerchainsaw wurde 2002 über Metal Blood Records veröffentlicht. Anschließend wechselte die Band zu Osmose Productions. Das bislang letzte Album Slaying the Life war im August 2007 die erste Veröffentlichung von Underground Activists, einem Unterlabel von Season of Mist.

## Stil
Stilistisch bewegt sich die Band in einer Schnittmenge, in der u. a. die frühen Destruction, Sodom und Kreator sowie Motörhead und Nifelheim liegen. Auch Vergleiche zur Frühphase von Marduk bzw. Venom, Bathory und Hellhammer wurden gezogen.

## Diskografie

### Alben
- 2002: Christcrushing Hammerchainsaw (Metal Blood Music)
- 2003: Evoke the Desecrator (Osmose)
- 2006: Gospel of the Insane (Osmose)
- 2007: Slaying the Life (Season of Mist)

### EPs (Auswahl)
- 2002: A Sign of Satanic Victory (Warlord)
- 2004: Outbreak of Evil (mit Toxic Holocaust, Nocturnal und Vomitor, Witching Metal Records)
- 2005: Eve of the Bestial Massacre (mit Unholy Massacre, Deathstrike)
- 2007: Poison of the Underground (mit Force of Darkness, Turanian Honour)
- 2008: Deep Grave Dungeons (mit Crucifier, Throneum und Sathanas, Time Before Time)